# Se plaire à soi-même
Albums de Faye Wong
Sky
(1994) Les Sons décadents de Faye
(1995)
Toe Ho Jee Gei (討好自己, Se plaire à soi-même, To Please Myself), sorti en décembre 1994, est le dixième album de Faye Wong. Ce dixième album est sorti sur le label Cinepoly. L'album est chanté en cantonais et il n'y a pas de nom officiel en anglais.

## Titres
1. Ingratiate Oneself (討好自己)
2. Honeymoon (蜜月期)
3. Making Ruins (為非作歹)
4. I Fear (我怕)
5. Exit (出路)
6. Simple Is The Most Romantic (平凡最浪漫)
7. Float (飄)
8. Brink of Love and Pain (愛與痛的邊緣)
9. Back Shadow(背影)
10. Sky Doesn't Changes; Earth Changes (天不變地變)